# Elaphria stenelea
Elaphria stenelea là một loài bướm đêm trong họ Noctuidae.